# Дюшан-Вийон, Раймон
Раймо́н Дюша́н-Вийо́н, полное имя при рождении Пьер Мо́рис Раймо́н Дюша́н (фр. Raymond Duchamp-Villon, Pierre Maurice Raymond Duchamp; 5 ноября 1876, Дамвиль — 9 октября 1918, Канны) — французский скульптор и живописец, представитель кубизма.

## Жизнь и творчество
Раймон Дюшан-Вийон родился в многодетной семье в Верхней Нормандии. Кроме него, известными художниками стали двое его братьев и сестра: Жак Вийон (1875—1963), Марсель Дюшан (1887—1968) и Сюзанна Дюшан-Кротти (1889—1963).
В 1894—1889 годах Дюшан-Вийон живёт вместе со своим братом Жаком в Париже на Монмартре. В 1895 году он поступает на медицинский факультет Сорбонны, однако в 1898 он был вынужден прекратить учёбу из-за заболевания ревматизмом в хронической форме. С 1900 года Дюшан-Вийон начинает заниматься ваянием. Начав как самоучка со скульптуры малых форм, он достигает большого мастерства и последовательно ориентируется на различные художественные направления начала XX столетия — модерн, неоклассицизм Аристида Майоля, на творчество Родена, на футуро-кубизм Умберто Боччони. В 1902 и 1903 годах проходит его первая персональная выставка в Салоне Национального общества изящных искусств. В своём творчестве (и даже в двойном имени) Дюшан-Вийон выступал как бы посредником между своими двумя братьями-художниками — старшим, Жаком, и младшим, Марселем.
В 1905 году в парижском Осеннем салоне и в руанской галерее Легрип проходят его совместные выставки с братом Жаком. В 1907 году Дюшан-Вийона приглашают в комиссию для отбора работ в области скульптуры для Осенних салонов. В это же время он отходит в своём творчестве от влияния О. Родена и начинает работать в стиле кубизма. В 1911 году Дюшан-Вийон, совместно со своими братьями Жаном и Марселем и некоторыми другими мастерами, образуют группу Пюто (Puteaux-Gruppe). В 1911—1912 годах проходят ряд выставок Дюшана-Вийона — как персональных, так и совместных с братьями, в том числе в парижской Галерее современного искусства (фр. Galerie de l’Art Contemporain). В 1913 году все трое братьев участвуют в знаменитой выставке Эрмори-шоу в Нью-Йорке. Помимо Эрмори-шоу, в 1913 году выставка работ скульптора проходит в галерее Андре Грульта (Galerie André Groult) и в галерее С. В. У. Манеса в Праге (Galerie S. V. U. Mánes). В 1914 он выставляет свои работы в берлинской галерее Буря (нем. Der Sturm).
С началом Первой мировой войны Дюшан-Вийон служит во французской армии санитаром. При этом он продолжает заниматься скульптурой, в частности, своей самой знаменитой работой — «Конём». Зимой 1916 года на фронте в Шампани мастер заболевает тифом и направляется в военный госпиталь в Каннах, где впоследствии скончался.
В 1955 году скульптура Дюшана-Вийона «Конь» экспонировалась на выставке современного искусства documenta I в Касселе. В 1967 году последний из живых братьев Дюшан — Марсель организует в Руане большую экспозицию под названием — «Дюшаны: Жак Вийон, Раймон Дюшан-Вийон, Марсель Дюшан, Сюзанна Дюшан» (Les Duchamp: Jacques Villon, Raymond Duchamp-Villon, Marcel Duchamp, Suzanne Duchamp). Позднее она была повторена в Национальном музее современного искусства в Париже.

## Галерея

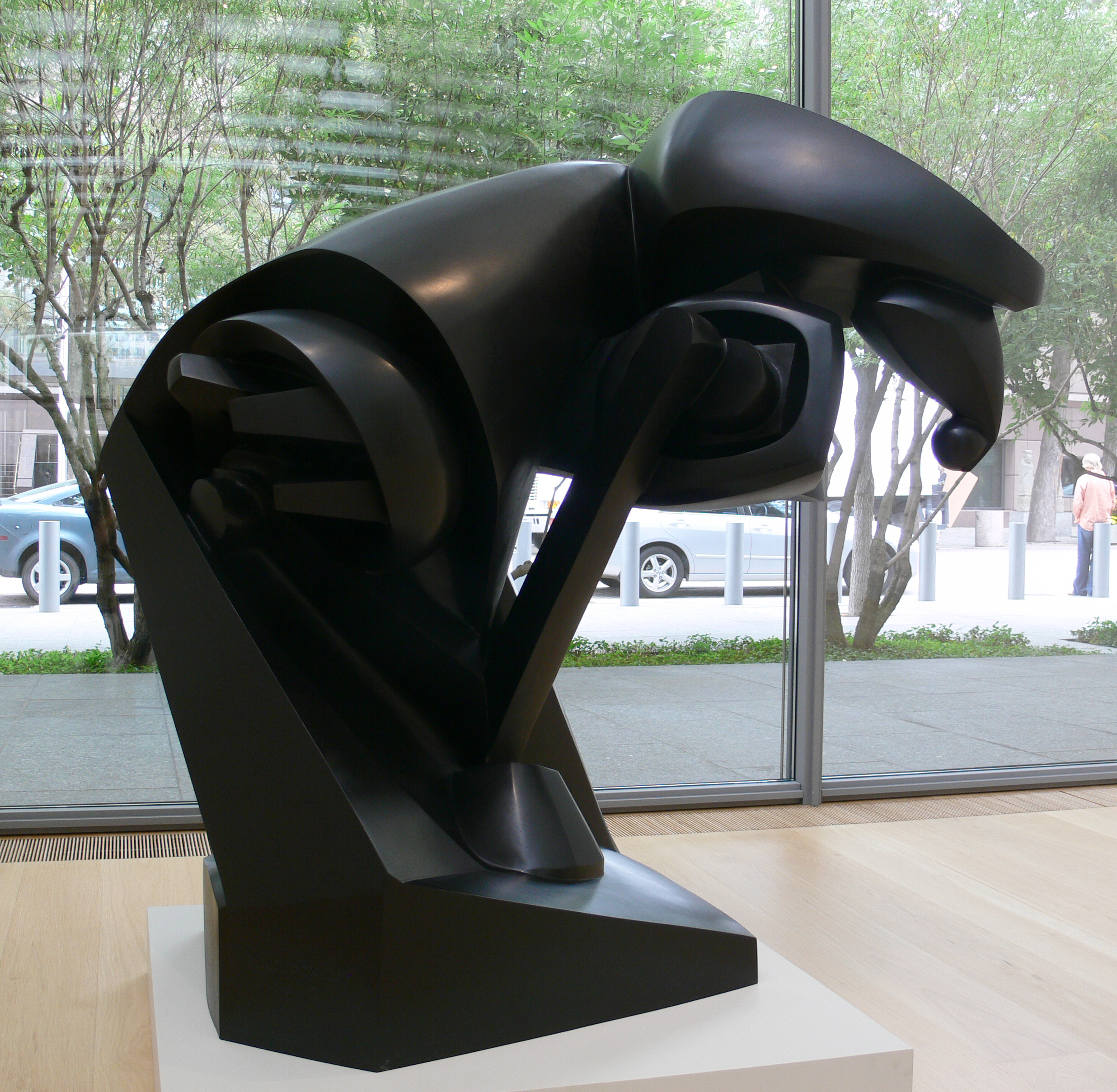
Конь
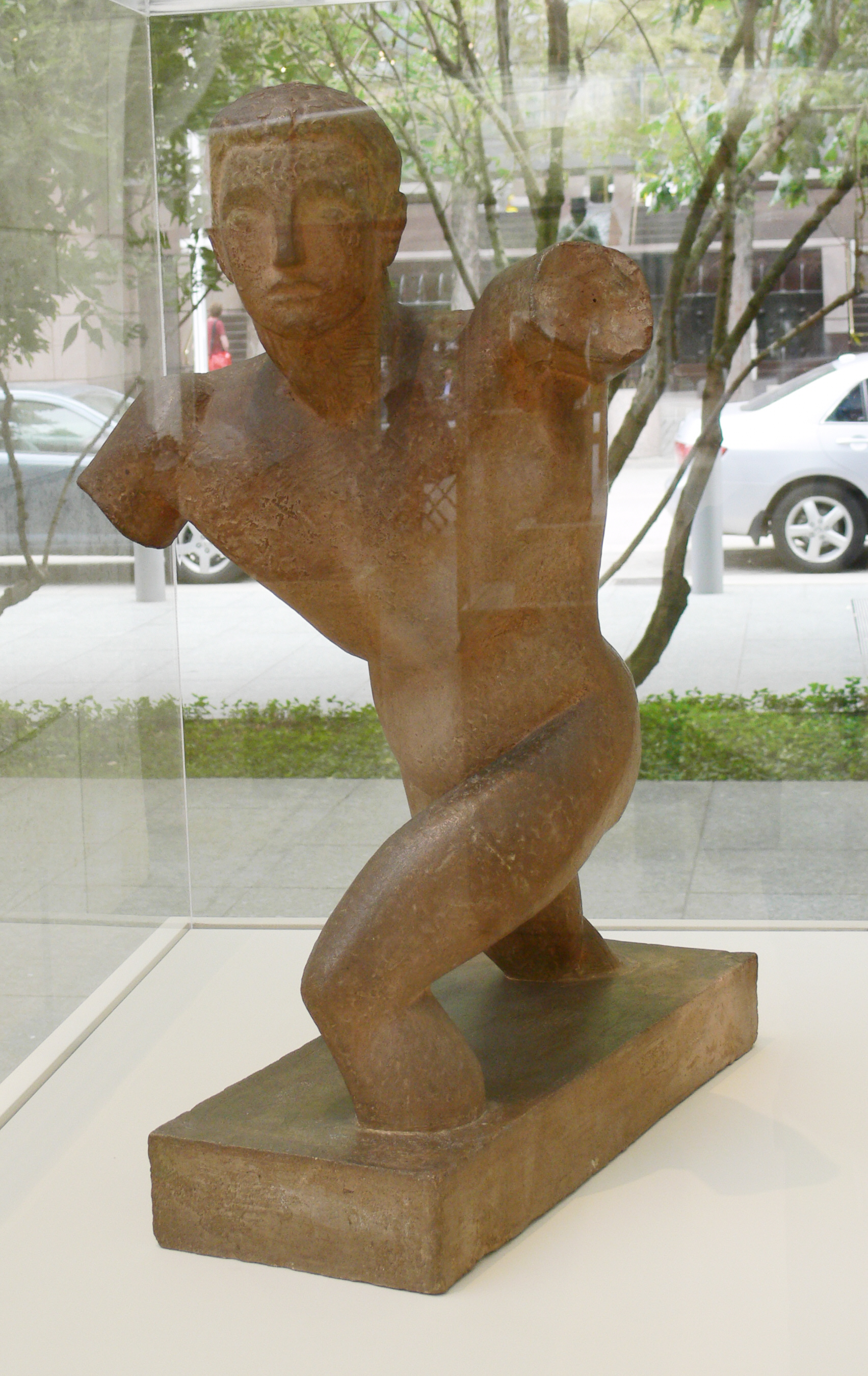
Торс юноши
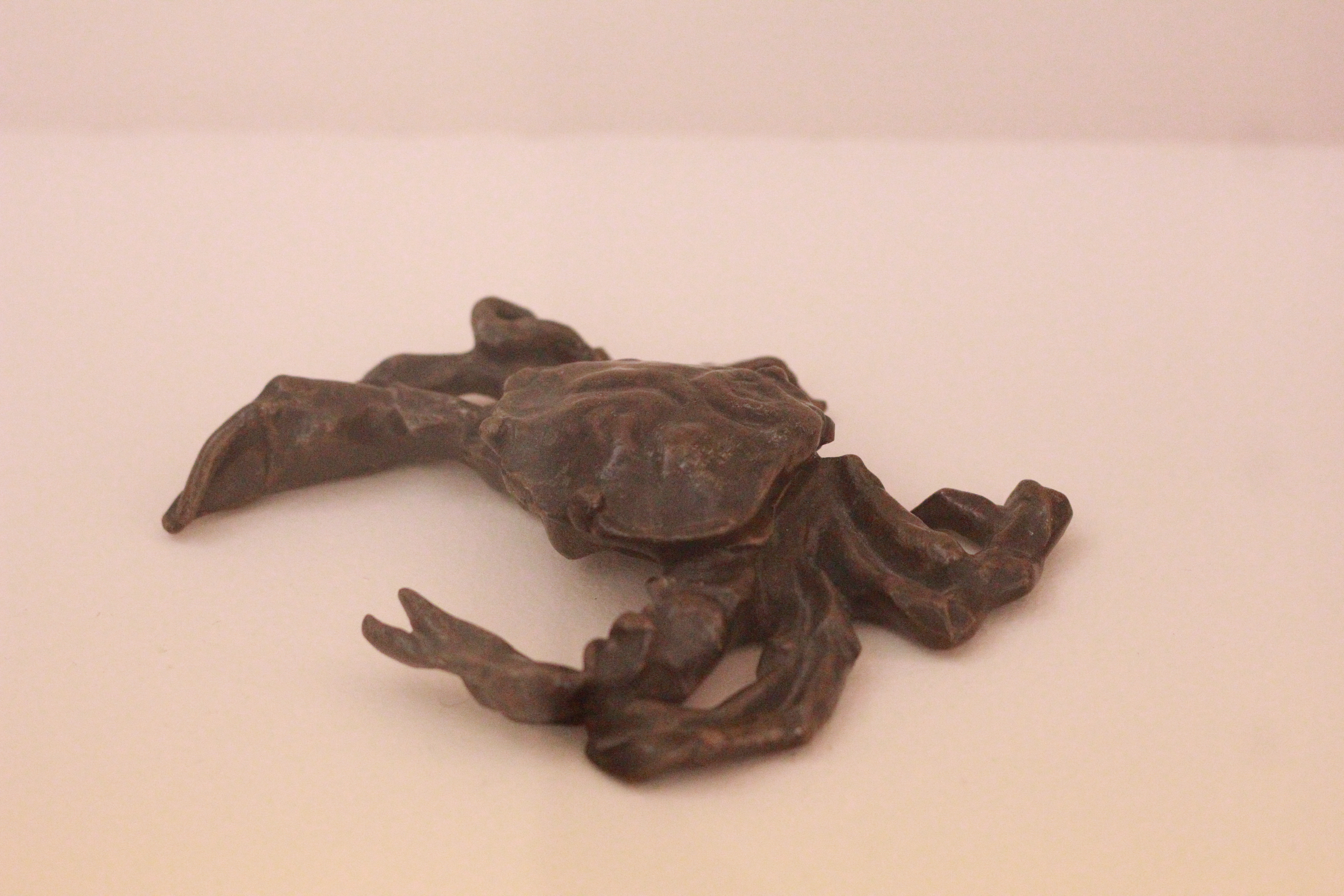
Краб
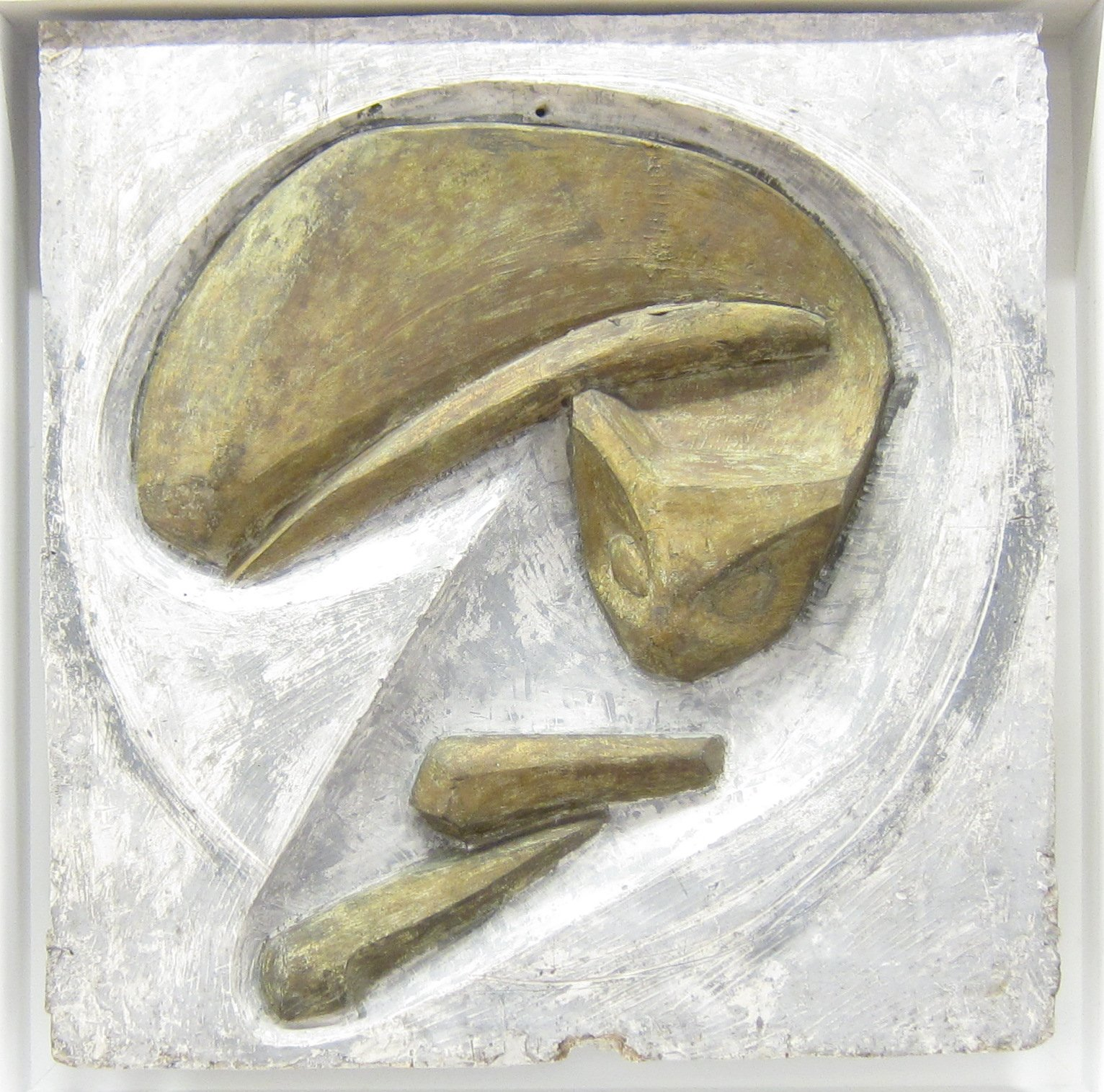
Кот
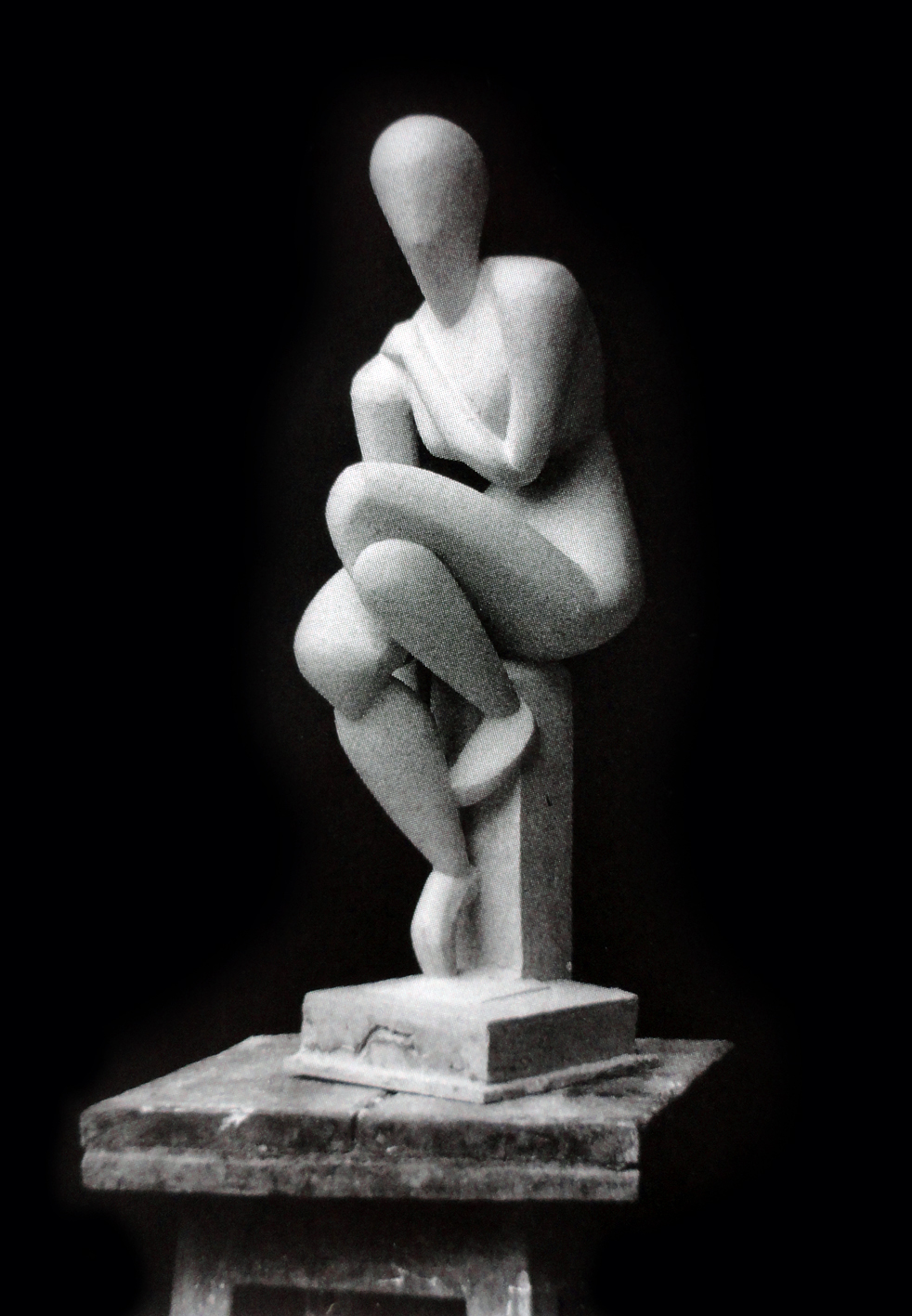
Сидящая женщина (1914)